# Ichikawa (stacja kolejowa)
Ichikawa (jap. 市川駅 Ichikawa-eki) – stacja kolejowa w Ichikawa, Prefektura Chiba.
Została otwarta 20 lipca 1894.